# Classe Holland (cacciatorpediniere)
La classe Holland fu una classe di cacciatorpediniere composta da quattro unità entrate in servizio tra il 1954 e il 1955 per la Koninklijke Marine.
Prima importante classe di unità da guerra realizzata nei Paesi Bassi dopo il periodo della seconda guerra mondiale, gli Holland furono poi sostituiti nella seconda metà degli anni 1950 dai cacciatorpediniere classe Friesland, una versione ingrandita e potenziata dei precedenti; tre unità furono radiate nel corso degli anni 1970, mentre la capoclasse fu ceduta alla Marina de Guerra del Perú rimanendo in servizio fino alla metà degli anni 1980.

## Caratteristiche
Il progetto degli Holland presentava la caratteristica, insolita per dei cacciatorpediniere dell'epoca, della completa eliminazione dell'armamento silurante antinave: le unità della classe dovevano infatti essere destinate unicamente alle operazioni di lotta antisommergibile e di protezione antiaerea tanto dei convogli navali quanto delle task force di navi da guerra. Messo a punto nel 1948, il progetto originale prevedeva il completamento di sei unità entro il 1952, con altre sei navi la cui realizzazione doveva concludersi tra il 1953 e il 1954; i danni causati ai cantieri olandesi durante la seconda guerra mondiale resero però impossibile portare a termine tale programma, nonostante che per velocizzare i lavori fossero stati impiegati materiali progettati per la precedente classe Gerard Callenburgh d'anteguerra e recuperati dai magazzini al termine del conflitto: solo quattro unità furono costruite secondo il progetto originale, mentre per le altre otto si optò per un nuovo progetto sfociato poi nella successiva classe Friesland.
Lo scafo degli Holland, ispirato nelle forme a quello dei contemporanei cacciatorpediniere realizzati nel Regno Unito, era lungo fuori tutto 113,1 metri, largo 11,4 metri e con un pescaggio massimo di 5,1 metri; il dislocamento standard ammontava a 2.215 tonnellate, mentre quello a pieno carico era di 2.765 tonnellate. Cosa insolita per dei cacciatorpediniere, lo scafo presentava una corazzatura delle parti laterali così come un ponte blindato con acciaio ad alta resistenza, al fine di ridurre i danni in caso di attacchi aerei o di speronamenti accidentali, e grande attenzione era data alla compartimentazione stagna interna; per ridurre il peso si ricorse a materiali leggeri come l'alluminio per tutte le altre parti della nave, e gli Holland furono le prime unità realizzate nei cantieri olandesi a fare largo uso del metodo di saldatura elettrica in luogo della più pesante rivettatura.
L'apparato propulsivo verteva su due turbine a vapore Werkspoor-Parsons per due alberi motore, alimentate da quattro caldaie Babcock & Wilcox per una potenza di 45.000 hp; le macchine degli Holland erano progettate per i cacciatorpediniere classe Gerard Callenburgh di dimensioni molto più piccole (due dei gruppi turbine erano stati costruiti prima della guerra per le unità non completate della classe e altri due erano sistemi simili ordinati dai tedeschi durante il periodo dell'occupazione), e ciò comportò limiti in materia di velocità: la velocità indicata era di 32 nodi, anche se durante le prove fu raggiunta una velocità di punta di 40,3 modi anche se senza l'imbarco di molti importanti sistemi di bordo. L'autonomia si aggirava sulle 4.000 miglia alla velocità di crociera di 18 nodi; l'equipaggio ammontava a 247 tra ufficiali e marinai.
L'apparato sensoristico, aggiunto successivamente in quanto non ancora messo a punto al momento della costruzione delle unità, comprendeva vari sistemi radar LW-01 e M45 per la scoperta, la condotta del tiro e la navigazione, oltre a un impianto sonar Type 170B nello scafo. L'armamento di artiglieria aveva il suo cuore in quattro cannoni Bofors 120 mm collocati in due torri binate, una a prua e una a poppa: impiegabili sia in funzione antinave che antiaerea, i Bofors erano armi automatiche completamente asservite al radar e capaci di un rateo di 45 colpi al minuto e di una elevazione da -10 gradi a +85 gradi. Era poi presente un ulteriore cannone antiaereo singolo Bofors 40 mm collocato a centro nave tra i due fumaioli, mentre per la lotta anti-sommergibile erano disponibili due lanciarazzi quadrupli da 357 mm collocati a prua tra la torre d'artiglieria e il ponte di comando e due impianti per il lancio di bombe di profondità collocati a poppa.

## Unità
| Nome          | Pennant number | Costruttore                | Impostazione    | Varo              | Entrata in servizio | Destino finale                                                                                            |
| ------------- | -------------- | -------------------------- | --------------- | ----------------- | ------------------- | --- |
| Holland       | D808           | RDM, Rotterdam             | 21 aprile 1950  | 11 aprile 1953    | 31 dicembre 1954    | Venduto al Perù nel 1978 e rinominato BAP García y García, radiato dal servizio nel 1986                  |
| Zeeland       | D809           | KM de Schelde, Vlissingen  | 21 gennaio 1951 | 27 giugno 1953    | 1º marzo 1955       | radiato nel 1978                                                                                          |
| Noord-Brabant | D810           | KM de Schelde, Vlissingen  | 1º marzo 1951   | 28 novembre 1953  | 1º giugno 1955      | radiato nel 1974 dopo i gravi danni subiti per una collisione con un mercantile nella Schelda Occidentale |
| Gelderland    | D811           | Wilton-Fijenoord, Schiedam | 10 marzo 1951   | 19 settembre 1953 | 17 agosto 1955      | radiato nel 1973                                                                                          |